# Katedrála v Bilbau
Katedrála v Bilbau, plným názvem Katedrální bazilika svatého Jakuba (španělsky: Basílica Catedral de Santiago) je katolický kostel ve španělském městě Bilbao. Je zasvěcen apoštolovi Jakubovi staršímu. Je součástí severní trasy Svatojakubské cesty (Camino de Santiago), a je tudíž spolu s dalšími poutními místy na této cestě památkou Světového dědictví UNESCO. Byl postaven mezi 14. a 15. stoletím a jde o jednu z nejstarších dochovaných budov v Bilbau. Byl postaven na místě dřívějšího chrámu, jehož počátky sahají pravděpodobně před založení města v roce 1300. V roce 1819 byl prohlášen za basiliku minor. Věž s věží a západním portikem, navržené místním architektem Severinem de Achúcarro, byly dokončeny v roce 1887. Status katedrály chrám získal 30. prosince 1955 poté, co byla oficiálně vytvořena římskokatolická diecéze Bilbao. Základy chrámu jsou gotické, hlavní dostavba je novogotická, ale lze nalézt příměsi i jiných architektonických slohů. Katedrála je zapuštěna v poměrně husté zástavbě.